# ريتشل سانت
ريتشل سانت (بالإنجليزية: Rachel Saint)‏ هي مترجمة الكتاب المقدس ‏ ومترجمة أمريكية، ولدت في 2 يناير 1914 في Wyncote, Pennsylvania ‏ في الولايات المتحدة، وتوفيت في 11 نوفمبر 1994 في كيتو في الإكوادور.